# Preah Ko
Preah Ko è il nome attuale del primo tempio edificato da Re Indravarman I nell'antica capitale Khmer di Hariharalaya, l'attuale Roluos.

## Origine del nome
"Preah Ko" in Lingua khmer significa toro sacro. Questo nome gli è stato attribuito a causa delle tre statue di Nandi, il toro bianco cavalcato da Shiva, che fronteggiano tre brevi scalinate per salire il basamento sul lato orientale, munite di leoni guardiani, di fronte alle porte di ingresso di tre delle sei torri del tempio.

## Il tempio
Il tempio è composto da 6 torri in mattoni, divise in due file di tre ciascuna, che si ergono sullo stesso basamento in arenaria. La torre centrale della prima fila è la più alta e la più importante ed è dedicata al sovrano Jayavarman II, la torre alla sua sinistra è invece dedicata a Prithivindreshvara, il padre del sovrano Indravarman I che fece costruire il tempio, quella a destra è invece dedicata a Rudreshvara, il padre di Prithivindreshvara e nonno di Indravarman I. Le tre torri della fila posteriore sono dedicate alle rispettive mogli. La torre centrale è interamente ricoperta di immagini del dio Shiva.